# Сангушко, Андрей Михайлович
Андре́й Миха́йлович Сангу́шко (Сангу́шко-Каши́рский) (? — 4 октября 1560) — государственный деятель Великого княжества Литовского, князь кошерский  (1534—1560), староста луцкий (1542—1560), ключник, городничий и мостовничий луцкий (1546—1560), справца Киевского воеводства (1540—1542), маршалок господарский (1522—1547).

## Биография
Представитель каширской линии княжеского рода Сангушек герба «Погоня». Сын князя Михаила Александровича Сангушки-Каширского (ум. после 1490/до 1501) и Анны Васильевны Копач.
Впервые князь Андрей Сангушко упоминается в 1502 году вместе с матерью, в судебном деле со своим дядей, князем Андреем Александровичем Сангушко, по распоряжению которого первый получил Каширск. От своей резиденции он принял титул князя Каширского. В 1505 году князья Андрей Александрович и Андрей Михайлович Сангушки признали об этом решении перед королём польским Александром Ягеллоном.
В 1510 году король польский Сигизмунд Старый передал князю А. М. Сангушке земли в имениях Пацютовщизна и Матейовщизна в Гродненском старостве, и подтвердил его права на земли, находившиеся у литовских татар под Новогрудком. Вскоре князья Семён Одинцевич и Иван «Дуда» Полубинский подали жалобу на своего шурина Андрея Михайловича Сангушко, заявив, что последний не хочет выделить им долю их жен от имений отца и матери. Сигизмунд Старый приказал князю Андрею Сангушке выделить положенную его сестрам долю из родительского наследства.
В 1511 году князь Андрей Сангушко-Каширский обвинял гетмана великого литовского, князя Константина Ивановича Острожского, в том, что он отнял у него имение Мосейковичи, доставшееся ему от матери его жены Анны Хрептович. В том же году он упоминается вместе со своим дядей Андреем Александровичем Сангушко в тяжбе против князя Михаила Сангушковича и его сыновей: Василия и Ивана.
В 1514 году Сигизмунд Старый утвердил князя Андрея Сангушко во владении деревней Яблонной и усадьбы в Луцке, которые его покойная тёща Федия, жена Василия Хрептовича и дочь Пашка Дохновича, отписала своему мужу, а тот умирая, отписал своей дочери Анне, жене Андрея, позволяя ему пользоваться ловами в пуще на р. Сидре.
В 1518 году великий князь литовский Сигизмунд Старый поручил трём совладельцам Деречина, князьям Андрею Михайловичу Сангушке, Семёну Богдановичу Одинцевичу и Ивану Андреевичу Полубинскому, определить меру вины жителей Слонима за причиненные ими беды.
В 1519 году князь Андрей Михайлович Каширский заключил договор с князем Василием Михайловичем Сангушко-Ковельским о разграничении земли, расположенной между Ковелем и Каширском. В том же году князь А. М. Сангушко вел тяжбу с князем Тимофеем Пузыничем о взаимных претензиях. В том же 1519 году началась тяжба о наследстве Пашка Дохновича, состоящего из имений Дернь, Одерадов, Мощеницы, Ставок, Дубищи и Уховецк. Всё наследство вначале было разделено на две части, из которых одна часть принадлежала жене князя Михаила Головни-Острожецкого, после которой перешла по наследству к её сыну Петру Михайловичу Острожецкому и двум дочерям, которые уступили свою долю брату. Наследниками второй части имений (от второй дочери Пашка — Анны, вышедшей замуж за Василия Хрептовича), стали зятья (мужья сестер теки) князя Петра Острожецкого: староста кременецкий Якуб Михайлович Монтовтович, князья Андрей Михайлович Каширский и Василий Михайлович Сокольский. Все наследство было поделено 2 мая 1519 года в присутствии комиссаров, на шесть частей, из которых три достались князю Петру Острожецкому, как получившему права своих сестер, и по одной части получили Якуб Монтовтович, Андрей Каширский и Василий Сокольский.
В 1521 году князь Андрей Михайлович Сангушко-Каширский произвёл взаимный расчет с Лущевскими в связи с нанесённым ущербом. В начале 1522 года он получил звание маршалка господарского. Уже в качестве маршалка он выступает в марте 1522 года и упоминается вместе с другими князьями Сангушками в тяжбе за наследство князей Кобринских. Это судебное дело было закончено в 1528 году.
В 1522 году князь Андрей Михайлович Сангушко получил привилей на владение землями Матейковщинзы и Одноровщизны в Гродненском повете, а в следующем 1523 году он получил подтверждения привилея на взимание пошлины (мыта) в Яблонной. В это время он совершил обмен имениями со своим дядей Андреем Александровичем Сангушко. В 1524 году князь А. М. Сангушко имел тяжбу с князем Иваном Козекой о нанесении ущерба и такую же тяжбу с князем Андреем Александровичем и его сыном Фёдором, а также с Монтовтовичами по делу беглых крестьян.
Вместе с другими совладельцами Деречина: князьями Семёном Богдановичем Одинцевичем и Иваном Андреевичем Полубинским он вел судебную тяжбу с князем Тимофеем Пузиной о разных несправедливостях и вместе с князем Полубинским был вызван князем Одинцевичем в суд для разбора претензий по усадьбе Деречин. В 1526 году князь А. М. Сангушко вновь вел тяжбу с князем Андреем Александровичем, а в 1528 году с Яном Шеметовичем об имениях Деревка и Уберчицы.
Согласно военному смотру 1528 года, князь Андрей Михайлович Сангушко должен был выставить 46 всадников. В том же году великий князь литовский утвердил князя А. М. Сангушко во владении имений Вербична, Конюхи, Защитов и Белополе, которые достались ему в наследство после его тестя Василия Хрептовича, а также уладил дело о разграничении между владениями князя Тимофея Ивановича Пузыны, маршалка князя Андрея Михайловича Сангушки, Ивана Андреевича Полубинского и Семёна Богдановича Одинцевича. В 1530 году после пограничных споров с князем Василием Михайловичем Сангушкой-Ковельским Андрей Михайлович Сангушко-Каширский заключил с ним договор. Андрей Сангушко был приговорен в выплате князю Василию Ковельскому определенной суммы в качестве компенсации, потом это сумма был выслана на суд для полюбовного завершения дела. В 1533 году великий князь литовский Сигизмунд Старый огласил своё решение по этому судебному делу.
В 1533 году князь Андрей Михайлович Сангушко-Каширский вместе со своим сыном Александром вызывали в суд Николая Завишу и его жену Анну, дочь князя Василия Андреевича Полубинского, из-за вещей, забранных княжной Анной Полубинской, которая раньше была женой Александра Сангушко. Эта тяжба продолжалась до следующего года, когда А. М. Сангушко со своим сыном вызвали в суд князя Василия Полубинского в связи с делом о разных вещах, забранный его дочерью Анной Полубинской.
В 1533 году князь Андрей Сангушко вёл тяжбу с Петковичем по поводу разных несправедливостей в Люшневе и с Фёдоровичами по поводу разногласий в имении Кузьницы. В 1534 году он продал имение Тетенёвку за 630 коп денег епископу виленскому Яну (внебрачному сыну Сигизмунда Старого). В том же году князь А. М. Сангушко вместе с князем Богушем Корецким вели тяжбу с князем Иваном Масальским о нанесении ущерба. В 1535 году было объявлено решение польской королевы Боны (жены Сигизмунда Старого) по делу князя Андрея Сангушко с старостой брацлавским и винницким, князем Ильёй Константиновичем Острожским. Из них первый вызывал в суд второго по делу об имениях Дубищи и Мойсеевичи. При этом Дубищи был отчиной Сангушко, а Мойсеевичи были названы отчиной его жены Анны, которой ранее владел её дед Богдан Хрептович и его сын Василий Хрептович, тесть Андрея Сангушко. Князь Илья Острожский заявлял, что Дубищи и Мойсеевичи получил во владение его отец, гетман великий литовский Константин Иванович Острожский. Корона подтвердила Илье Острожскому владение Дубищами на вечные времена, а Мойсеевичи — сроком на 6 лет. В 1535—1536 годах Андрей Сангушко вел тяжбу с Иваном Фёдоровичем из-за отнятия у него Кустынских земель в Гродненском повете.
В 1537—1539 годах продолжались пограничные споры князя Андрея Сангушко-Каширский с князем Василием Михайловичем Сангушко-Ковельским. Независимо от договора, заключенного между ними, о разграничении Городельца от Ковеля от Клевецка, подтвержденного королём, они вели между собой тяжбу, по которой был вынесение судебный вердикт. Сигизмунд Старый уведомил князя Василия, что он посылает дворянина, который в его имениях должен будет собрать сумму, присужденную князю Андрею, при этом был вынесение новый судебный вердикт и было признано, что оба князя не сошлись на этом соглашении. Новый вердикт по этому делу был вынесен в январе 1539 года. По этому же делу князь А. М. Сангушко вызывал в суд в 1537 году Фёдора Бокия из-за захвата земли в усадьбе Вербична и присоединении к имению Печихвосты. В 1538 году король подтвердил права князя Андрея Сангушко на «ставок» (пруд) и мельницу на реке Вижовце в Высоцкой усадьбе.
В 1538—1539 годах князь Андрей Михайлович Сангушко приобретает от разных владельцев принадлежавшие им части имений в Миркове и Черницах. В том же время вёл тяжбу с державцем ошмянским Иеронимом Александровичем Ходкевичем о землях, которые были присуждены князю Андрею предком Ходкевича Лаврином Вольским.
В 1540 году князь Андрей Сангушко был назначен справцей Киевского воеводства. Перед своим отъездом, 1 сентября 1540 года князь признал, что женившись на Анне Васильевне Хрептович, взял за ней приданое 1000 коп денег, которые он обеспечил имением Камень а теперь, будучи направленным в Киевское воеводство, отписал своей жене ещё 1000 коп денег от усадьбы Люшнево. Купленное за деньги жены имение Себеж (Любеж) он отписал жене в вечное владение, в дальнейшем эта усадьба должна была перейти в наследство их сыну Александру. Он находился на должности «справцем воеводства Киевского» в течение двух лет (1540—1542), во время которых король давал ему разные указания по управлению этой провинцией. В январе 1541 года король Сигизмунд Старый разрешил А.М. Сангушке получать пошлину с Киевской таможни (мыта) и «капщизны» на своё кормление и приём татарских послов, а затем поручал ему в июле связаться с казаками и запретить им нападать на татарские и турецкие поселения, в августе — вернуть землю в имении Обуховщизна Полонии Васильевой, в сентябре — чтобы дал братьями Быховским землю, расположенную в имении Скочковском в Киевском повете, в октябре — чтобы разрешил турецким купцам проехать через Киев в Москву, в мае 1542 года — чтобы вернул Онкевичу имения, которые его предшественник, воевода киевский Андрей Якубович Немирович присоединил к Киевскому замку. Во время его отсутствия (в декабре 1541 года) его вызывал на суд князь Василий Михайлович Ковельский по поводу ущерба, но дело было отложено до возвращения князя Андрея, а в августе 1541 года был издан декрет в пользу Хрептовичей, по делу князя Андрея и его сына Александра о усадьбе Дашковчизна, на которую жена князя Андрея имела право собственности.
После своего возвращения из Киева князь Андрей Михайлович Сангушко-Каширский был назначен 18 января старостой луцким. В этом звании он в течение следующего года неоднократно получает поручение от короля Сигизмунда и королевы Боны. В 1544 году королева Бона отказалась от своих прав на войтовство Луцкое в пользу князя Андрея Сангушко и на прав на староство Луцкое, а также обменялась с ним имениями Красное и Ставров на его усадьбы Речица и Соним. В том же 1544 году князья Андрей и Фёдор Сангушки заключили соглашение по улаживанию взаимных споров в их имениях.
В 1545 году князь Андрей Михайлович Сангушко овдовел. Перед своей смертью Анна Васильевна Хрептович сделал 30 июля 1545 года в имении Конюхи две дарственные записи своему сыну Александру на усадьбы, которые она унаследовала от своего отца и своей матери в Литве и на Волыни: третью часть имения Горохов с сёлами Марковичи, Подлещук, Старый Став, Рачин и Озерцы, а также 2000 коп грошей от двух других частей, исключая из завещания своего мужа и княгиню Анну Корецкую. Во втором завещании, написанном уже на смертном ложе в Луцке в декабре 1545 года, княгиня Анна Васильевна Хрептович подтвердила своё первое завещание в пользу сына Александра.
Около 1546 года князь Андрей Михайлович Сангушко-Каширский вторично женился на княжне Богдане Михайловне Мстиславской. Новая супруга уже в октябре 1547 года вместе со своими сёстрами выступал в тяжбе с князем Полубинским из-за его подданных Тетеринских. В мае 1546 года староста житомирский, князь Богуш Фёдорович Корецкий, разведясь с Анной (дочерью Андрея Сангушко), отказался от всех претензий к князю Андрею Сангушке в отношении имущества и денег, которые остались во владении княжны Анны. В том же 1546 году князь А. М. Сангушко вел тяжбу с Фёдором Мышкой об ущербе причиненном подданным, с Дчусой об оскорблении посланника и ущербе в имениях, с Загоровским об усадьбе Кустынь, а также судьями, которые присудили князьям Ружинским земли и людей в усадьбе Городельской.
9 июля 1546 года староста луцкий, князь А. М. Сангушко-Каширский, получил королевский привилей на ключничество, городничество и мостовничество в Луцке. В марте 1547 года возобновил тяжбу с судьями, которые незаконно присудили князьям Ружинским земли и людей в Городельской усадьбе. Летом 1547 года он отказался от должности маршалка господарского. Его жена Богдана Мстиславская в октябре 1547 года выступала в тяжбе с князем Полубинским. В ноябре 1547 года он получил привилей на рынки («тарги») в Миркове и Гомозове. В 1550 году князь судился с Бокием о землях в 1551 году — имел подобную тяжбу с епископом Луцким и паном Голяницким.
В начале 1552 года он вел тяжбу со Львом Образцовым и заключил с ним соглашение в конце того же года. В том же году князь Андрей Сангушко вёл тяжбу с женой Олехна Скоруты о жатве урожая на её поле в Глушинской усадьбе. В 1553 году он получил подтверждение письма-соглашения от 29 января 1539 года с князем Василием Сангушко-Ковельским. В 1557 году «князь Андрей Сангушкович-Коширский староста Луцкий» признаёт, что «взявши в жёны княжну Богдану, дочь князя Михаила Мстистлавского» взял за ней 1000 коп денег наличными в приданое и 1000 коп денег в виде имущества, которые он обеспечил своими усадьбами Заозерье и Сербище, к которым теперь добавляет Люшнев и отписывает ей одновременно разную движимость; всё это после смерти княгини Богданы должно будет поступить в наследство «их единственной дочери княжне Анне», исключая из наследования детей от первого брака. В 1558 году Василий Рагоза признал, что продал «княгине супруге Андрея Сангушковича-Коширского старосте Луцкому Богдане Михайловне княжне Мстиславской» усадьбу Желеховщизну под Молодечно за 40 коп денег. В следующем году князь Андрей Михайлович Сангушко был обвинён князем Збаражским и Кишкой в наезде. В 1559 году в результате жалобы князя Андрея на своего сына, король упоминает в письме «своего маршалка Александра Андреевича Сангушковича-Коширского», чтобы он уважал отцовские завещательные записи «своей супруге княжне Богдане Михайловне» на Люшневе с усадьбой Высокое и дочери княжне Анне, на Миркове, Любешове, Ильбязе и Березолуках, и чтобы он не претендовал на эти владения и в них не вторгался. Ещё в начале 1560 года князь Андрей вёл тяжбу о наезде с Борзобогатым Красенским.
4 октября 1560 года староста луцкий, князь Андрей Михайлович Сангушко-Каширский, скончался в своём имении Иванчицы.

## Семья
Был дважды женат. Его первой женой была с 1511 года на Анне Васильевне Хрептович (ум. 1545), дочери старосты владимирского Василия Богдановича Хрептовича, от брака с которой имел сына и дочь:
- Александр Андреевич Сангушко (ум. 1565), князь Каширский (1560—1565), маршалок господарский (1553—1565)
- Анна Андреевна Сангушко (ум. после 1546), 1-й муж Иван Еловицкий, 2-й муж князь Богуш Фёдорович Корецкий (ок. 1510-1576)

В 1546 вторично женился на княжне Богдане Михайловне Мстиславской (ум. 1565), дочери удельного князя Михаила Ивановича Мстиславского и Юлианы Ивановны Мстиславской (ок. 1475—1499). Дети:
- Анна Андреевна Сангушко (ум. 1580), жена с 1563 года воеводы минского Николая Павловича Сапеги (ок. 1545—1599).